# Herzchen

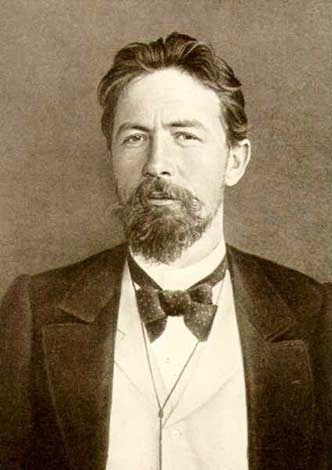
Anton Tschechow

Herzchen, auch Seelchen, Oljenka (russisch Душечка, Duschetschka), ist eine Erzählung des russischen Schriftstellers Anton Tschechow, die am 3. Januar 1899 in der Zeitschrift Semja erschien.
Oljenka hat in dieser Posse nacheinander drei Männer – Wanitschka Kukin, Wassitschka Pustowalow und Woloditschka Smirnin. Deren Sicht auf die Welt eignet sich diese zartfühlende Ehefrau peu à peu an.

## Handlung
Die gutmütige, mitfühlende Hausbesitzerin Olga Semjonowna Plemjannikowa, Oljenka genannt, kann zuhören – zum Beispiel ihrem Nachbarn Herrn Kukin, dem Unternehmer und Pächter des Vergnügungsetablissements Tivoli. Wanitschka Kukin hatte Oljenka auf dem Hof angesprochen: Er könnte verzweifeln – weder seine Operette, noch die Pantomime, noch der engagierte Coupletsänger kommen beim gleichgültigen Publikum an. Oljenka leidet beim Zuhören so sehr mit, dass ihr die Tränen in die Augen steigen. Von zu Hause aus kann sie des Nachts die Musik im ziemlich nahen Tivoli herüberklingen hören und „das Herz stockt ihr in süßer Beklommenheit“. Ihre Zuneigung wird erwidert. Oljenka wird Frau Kukina. Das Paar lebt glücklich und zufrieden. Olenka macht sich mit der Zeit eine Ansicht Wanitschka Kukins nach der anderen zu eigen – zum Beispiel, dass das Theater das Herrlichste, Wichtigste und Notwendigste auf der Welt sei. Wie Kukin, der seine Oljenka „mein Seelchen nennt“, hasst sie allmählich das gleichgültige Publikum samt dessen schlechtem Geschmack. Oljenka sitzt an der Kasse, zahlt die Gagen, beschwert sich in den Redaktionen der Zeitungen persönlich über abschätzige Rezensionen und wacht über das Betragen der engagierten Künstler. Letztere nennen sie hinter vorgehaltener Hand „Das Seelchen“ oder auch „Wanitschka und ich“. Der Göttergatte will in Moskau eine neue Truppe engagieren und stirbt auf dieser Dienstreise einen plötzlichen Tod.
Oljenka hat mehrere Nachbarn. Nach drei Monaten Trauer kommt die tief Verschleierte nach dem Kirchgang zufällig mit ihrem Nachbarn Wassilij Andrejitsch Pustowalow – kurz Wassitschka – ins Gespräch. Sie möchte diesen Verwalter der benachbarten Holzgroßhandlung am liebsten vom Fleck weg heiraten. Drei Tage nach dem Gottesdienst kommt der wortkarge Wassitschka Pustowalow – für knapp zehn Minuten nur – in die Wohnung der Witwe. Oljenka entbrennt in heftiger Liebe zu ihm und kann an nichts anderes als an ihn und seinen dunklen Bart denken. Ein paar Wochen später wird geheiratet. Oljenka Pustowalowa und der Holzhändler leben friedlich miteinander. Der Gatte lässt Oljenka des Öfteren allein; reist in Sachen Holz bis ins weißrussische Gouvernement Mogiljow. Trotzdem hat die Frau mit der Zeit nichts anderes im Kopf als endlose Lastzüge voller langer Bretter und stabiler Bohlen. Wenn das Warten auf Wassitschka gar kein Ende nehmen will, vertreibt sich Frau Pustowalowa mitunter die Zeit mit einem ihrer Mieter. Dieser Regimentsveterinär Wladimir Platonytsch Smirnin ist bedauerlicherweise mit einer notorischen Ehebrecherin verheiratet.
Nach sechs Jahren Ehe macht der Holzgroßhändler einen Fehler. Er geht im russischen Winter ohne Kopfbedeckung hinaus, erkältet sich, kränkelt und verstirbt. Oljenka steht wieder ohne Mann da. Nach sechs Monaten Trauer legt die Frau den schwarzen Flor ab. Inzwischen hat sie sich den tierärztlichen Ansichten Smirnins angenähert und posaunt diese vor den Leuten aus. Überdies braucht Woloditschka Smirnins Sohn Sascha eine Ersatzmutter. Wenn Oljenka abends beim Bewirten der Regimentskameraden ihres Lebensgefährten sich allzu sehr in die Gespräche über Maul- und Klauenseuche beim Rindvieh einmischt, wird sie, wenn die Gäste gegangen sind, von Smirnin zurechtgewiesen. Oljenkas Antwort: „Woloditschka, worüber soll ich denn reden?“ Man zankt sich und verträgt sich. Woloditschkas Regiment wird ostwärts verlegt – bald bis nach Sibirien. Oljenka ist wieder allein.
Woloditschka reicht seinen Abschied ein und lässt sich in Oljenkas Stadt ganz nieder. Denn sein zehnjähriger Sascha soll das Gymnasium besuchen. Welche Freude! Aber ojemine, Woloditschka hat sich mit seiner Frau vertragen und diese hässliche Dame mitgebracht. Macht nichts. Oljenka findet sich mit dem Verlust des Veterinärs ab und bemuttert Sascha. Das ist erforderlich, weil die Ehebrecherin das Weite gesucht hat; angeblich zu ihrer Schwester nach Charkow. Woloditschka ist fast nie da; untersucht tagelang außerhalb Viehherden. Sascha wird die Bemutterung rund um die Uhr zu viel. Oljenka, die den Schlaf des lieben Jungen ab und zu bewacht, hört ihn im Traum murmeln: „Geh weg, du!“

## Verfilmung
- 5. November 1966 Sowjetunion: Mosfilm Herzchen[4] (76 min) von Sergei Kolossow[5] mit Ljudmila Kassatkina[6] in der Titelrolle.[7]

## Rezeption
- In seinem Artikel „Das sozialdemokratische Herzchen“ geißelte Lenin eine Charaktereigenschaft des Menschewiken Alexander Potressow[8]: den Gesinnungswechsel nach Bedarf. Lenin verglich Potressow mit Anton Tschechows gleichnamiger Protagonistin.[9]

## Deutschsprachige Ausgaben
- Herzchen in: A. P. Tschechow: Meistererzählungen. Deutsch von Reinhold Trautmann. 431 Seiten (enthält noch: Die Austern. Der Tod des Beamten. Ein bekannter Herr. Wanjka. Im Alter. Kummer. Die Totenmesse. Gussew. In der Verbannung. Die Dame mit dem Hündchen. Jonytsch. Kaschtanka. Der Student. Der schwarze Mönch. Die Bauern. Ein Fall aus der Praxis. Die Stachelbeeren. In der Schlucht. Die Erzählung des Obergärtners). Dieterich’sche Verlagsbuchhandlung, Leipzig 1953 (Aufl. 1961, 27 Seiten, Vorwort von J.F. und R.M.)
- Herzchen. Deutsch von Gerhard Dick in: Wolf Düwel (Hrsg.): Anton Tschechow: Die Dame mit dem Hündchen. Meistererzählungen. (enthält noch: Die Gattin. Anna am Halse. Weißstirnchen. Der Mord. Ariadna. Das Haus mit dem Zwischenstock. Mein Leben. Die Bauern. Der Petschenege. In der Heimat. Auf dem Wagen. Bei Bekannten. Der Mensch im Futteral. Die Stachelbeeren. Von der Liebe. Ein Fall aus der Praxis. Jonytsch. Das Neue Landhaus. Auf der Dienstreise. Zur Weihnachtszeit. In der Schlucht. Der Bischof. Die Braut). 612 Seiten. Rütten & Loening, Berlin 1967 (1. Aufl.)

### Verwendete Ausgabe
- Oljenka, S. 240–260 in Anton Tschechow: Geschichten vom Alltag. Aus dem Russischen übertragen und mit einem Vorwort versehen von Leo Borchard. 279 Seiten. Gustav Kiepenheuer Verlag GmbH, Weimar 1938 (Aufl. anno 1950, siehe auch Nachdruck: S. 220 in: Anton P. Tschechow: Der Dicke und der Dünne bei nexx-verlag.de)